# Olteniței
Olteniței este un cartier situat în sectorul 4 al Bucureștiului.